# 317th Airlift Wing

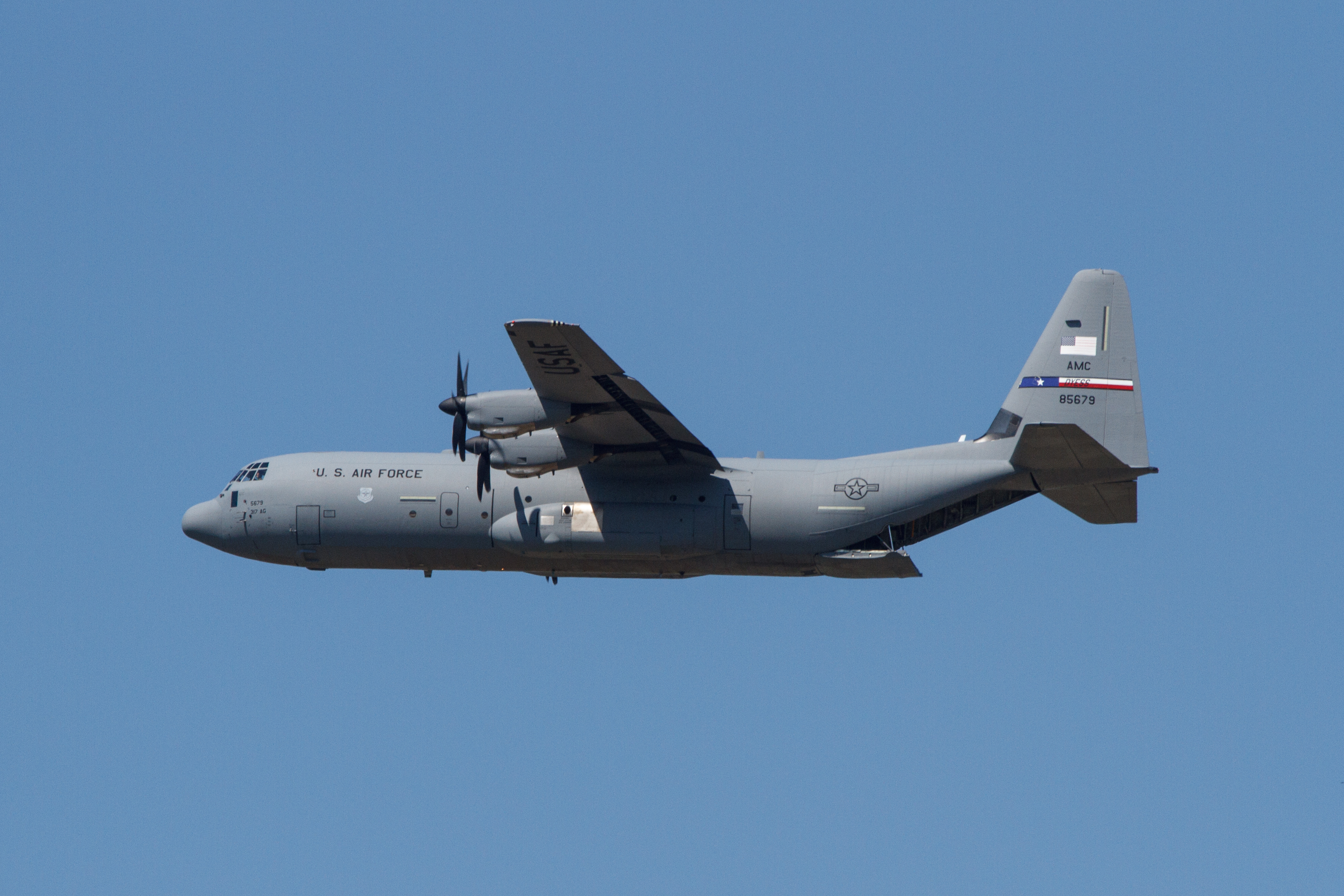
C-130J dello Stormo

Il 317th Airlift Wing è uno stormo da trasporto dell'Air Mobility Command, inquadrato nella Eighteenth Air Force. Il suo quartier generale è situato presso la Dyess Air Force Base, in Texas.

## Organizzazione
Attualmente, al maggio 2017, esso controlla:
- 317th Operations  Group
  - 317th Operations Support Squadron
  -  39th Airlift Squadron - Equipaggiato con 14 C-130J
  -  40th Airlift Squadron - Equipaggiato con 14 C-130J
- 317th Maintenance Group
  - 317th Aircraft Maintenance Squadron
  - 317th Maintenance Operations Squadron
  - 317th Maintenance Squadron